# Metepeira lima
Metepeira lima là một loài nhện trong họ Araneidae.
Loài này thuộc chi Metepeira. Metepeira lima được Ralph Vary Chamberlin & Wilton Ivie miêu tả năm 1942.